# نورمان لي
نورمان لي (بالإنجليزية: Norm Lee)‏ هو سياسي أسترالي، ولد في 4 أبريل 1920 في بريزبان في أستراليا، وتوفي بنفس المكان في 3 أبريل 2002. حزبياً، نشط في Queensland Liberal Party ‏. وقد انتخب عضو المجلس التشريعي ولاية كوينزلاند.